# Martin et la Lumière fantôme
Pour plus de détails, voir Fiche technique et Distribution.
Martin et la lumière fantôme, ou Mater et la lueur fantôme au Québec, est un court-métrage des studios Pixar, réalisé en même temps que leur septième film, Cars, le 9 juin 2006 et réalisé par John Lasseter et Dan Scanlon. Cependant, ce court métrage est sorti bien après le film, puisqu'il était destiné à servir de bonus pour la sortie du DVD de Cars.

## Synopsis
Ce court métrage fait référence à un passage du long-métrage Cars, celui où les journalistes envahissent Radiator Springs et qu'un hélicoptère braque son projecteur sur Martin. Voyant cette lumière bleue sortant de nulle part, Martin se met alors à trembler de peur et dit « c'est la lumière fantôme ». Durant le film on n’en saura pas plus sur cette lumière fantôme, cette remarque de Martin est donc un jalon posé pour créer un thème pour le court métrage et le connecter au film.
L’histoire prend place à Radiator Springs, où Flash McQueen a décidé d’habiter. Il subit tout comme les autres habitants du village les farces de Martin qui se fait un plaisir de faire peur aux gens pour les faire sursauter.
Un soir où tous les habitants se sont retrouvés au V8 Café de Flo, le shérif raconte à Flash la légende de la lumière fantôme. Il explique que cette mystérieuse lumière bleue fait disparaitre les voitures imprudentes qui circulent dans le désert la nuit et qui ont le malheur de la croiser. On ne retrouve de ces malheureux que leur plaque d’immatriculation.
Une fois rentré chez lui, Martin tremble encore de peur en repensant à cette histoire. Tout à coup, une lumière bleue apparait derrière lui. La panique le gagne et il s’enfuit droit devant lui en hurlant de terreur. En réalité Flash et Guido ont accroché une lampe bleue sur le crochet de remorquage de Martin.
Lorsque Martin réalise qu’on lui a fait une farce, il entend alors les rires des autres habitants qui se sont régalés du spectacle. Alors que Martin reprend son souffle, le shérif lui fait la morale et lui dit que : « La seule chose dont il faut se méfier, c’est de son imagination » et Doc Hudson lui dis « Ton imagination et aussi l'abominable Banshee ». À peine le Doc a-t-il fini sa phrase que tous les habitants se précipitent pour rentrer chez eux. Martin reste seul dans l’obscurité, tremblant de peur à l’idée du terrible Banshee.
Après le générique de fin, le dernier plan montre un énorme véhicule de chantier menaçant sur lequel est gravé « banshee ». Il se tient immobile derrière Martin, mais contre toute attente, lorsque Martin le remarque, il lui dit très calmement : « Vous ne devriez pas rester ici, c’est dangereux, il paraît qu’il y a un certain Banshee qui rôde dans les parages… mais je ne l’ai pas encore vu. ». Puis Martin s’en va. Banshee est tellement surpris par la réaction de Martin qu’il ne cherche même pas à le poursuivre.

## Fiche technique
- Titre original : Mater and the Ghostlight
- Titre français : Martin et la Lumière fantôme
- Titre québécois : Mater et la lueur fantôme
- Réalisation : John Lasseter, Dan Scanlon
- Scénario : John Lasseter, Joe Ranft, Dan Scanlon
- Décors : William Cone, Bob Pauley
- Animation : James Ford Murphy (directeur d'animation), Dave Mullins, Victor Navone, Steve Purcell
- Montage : Torbin Xan Bullock
- Musique : Bruno Coon, Brad Paisley (Behind the Clouds)
- Production : Darla K. Anderson, Mark Nielsen
- Société de production : Pixar
- Société de distribution : Walt Disney Pictures
- Format : couleurs - 1,75:1 - Dolby Stéréo
- Durée : 7 minutes 58 secondes
- Dates de sorties :  États-Unis : 25 octobre 2006

## Distribution

### Voix originales
- Larry the Cable Guy : Martin
- Owen Wilson : Flash McQueen
- Michael Wallis : Sheriff
- Bonnie Hunt : Sally Carrera
- Paul Newman : Doc Hudson
- Cheech Marin : Ramone
- Paul Dooley : Sergent

### Voix françaises
- Michel Fortin : Martin
- Éric Legrand : Flash McQueen
- Juliette Degenne : Sally Carrera
- Bernard-Pierre Donnadieu : Doc Hudson
- Julien Kramer : Ramone
- Michel Dodane : Sheriff